# La casa de Anubis

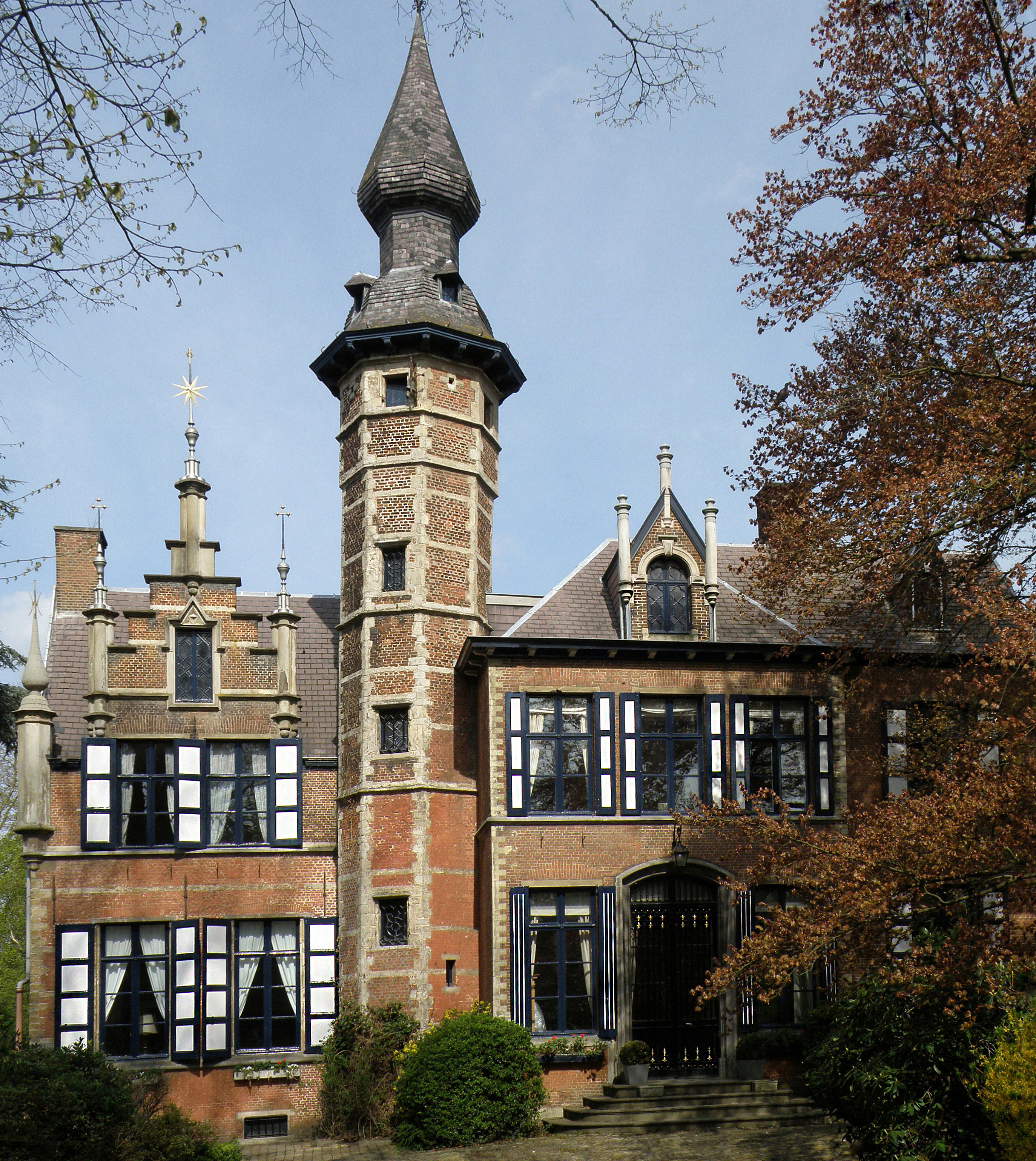
Hof ten Dorpe, es una residencia ubicada en la ciudad de Mortsel, Bélgica. La edificación simulaba ser la Casa de Anubis, y allí se grabaron las escenas al aire libre. También fue la que se utilizó en su remake alemán.

Het Huis Anubis (La Casa de Anubis en su título en español) fue una serie belga/holandesa de misterio y drama para adolescentes creada por Studio 100 y Nickelodeon Países Bajos. Se emitió por primera vez en septiembre de 2006 y finalizó en diciembre de 2009 con 4 temporadas y 404 episodios de 12 minutos cada uno. Tuvo mucho éxito en Benelux, a pesar del bajo presupuesto que se tenía para las dos primeras temporadas. En México fueron transmitidos solo 53 episodios de la serie en Once Niños, estrenándose el 23 de noviembre de 2009. La serie también se transmitió en Suecia y Dinamarca por Nickelodeon. Desde el 8 de enero de 2018, la serie vuelve a la pantalla de Nickelodeon, los episodios tienen una nueva introducción y la serie también tiene un nuevo logotipo.

## Sinopsis
En una vieja y elegante casa de 1900, que ahora es un internado, viven nueve jóvenes bajo la dirección del conserje Victor. Cuando la nueva chica Nienke pasa la noche en el ático de la casa, hace un descubrimiento extraño: la misma tiene una historia, un misterio del que nadie sabe nada al respecto. Si bien cada uno a su manera, está ocupado con la escuela, la vida social y el amor, algunos de los residentes están en busca del secreto oculto de la casa; al principio sólo Nienke, Fabian y Amber y más tarde Patricia, Appie, Jeroen y Noa. Sólo Mara, Joyce, Mick, Danny y Sophie desconocen los misterios de Anubis y están ocupados con sus propias experiencias en el internado.
Pero el anterior no es el único secreto que esconde la casa. Víctor, el estricto cuidador de la casa esconde un secreto junto a algunos profesores de la escuela, secreto que los estudiantes irán descubriendo poco a poco. 

## Reparto
| Personaje                       | Interpretado por       | Temporadas             | Episodios                             |
| Personajes principales          | Personajes principales | Personajes principales | Personajes principales                |
| ------------------------------- | ---------------------- | ---------------------- | ------------------------------------- |
| Nienke Martens                  | Loek Beernink          | 1-4                    | 1-404                                 |
| Amber Rosenbergh                | Iris Hesseling         | 1-4                    | 1-404                                 |
| Fabian Ruitenburg               | Lucien van Geffen      | 1-4                    | 2-404                                 |
| Noa van Rijn                    | Gamze Tazim            | 2-4                    | 147-404                               |
| Jeroen Cornelissen              | Sven de Wijn           | 1-4                    | 2-404                                 |
| Patricia Soeters                | Vreneli van Helbergen  | 1-4                    | 1-336, 355-370                        |
| Appie Tayibi                    | Achmed Akkabi          | 1-4                    | 1-289, (290)                          |
| Appie Tayibi                    | Kevin Wekker           | 1-4                    | 290-404                               |
| Joyce van Bodegraven            | Marieke Westenenk      | 1-4                    | 59-63, 75, 118, 124-370               |
| Mick Zeelenberg                 | Vincent Banić          | 1-4                    | 1-65, 75-114, 119-404                 |
| Mara Sabri                      | Liliana de Vries       | 1-2                    | 1-146                                 |
| Victor Emanuel Rodenmaar Junior | Walter Crommelin       | 1-4                    | 1-231, 233-285, 290-350, 355-400      |
| Trudie Tayibi                   | Magda Cnudde           | 1-4                    | 1-42, 45-193, 230, 234-376            |
| Personajes secundarios          |                        |                        |                                       |
| Irene Martens                   | Roelie Westerbeek      | 1-4                    | 1-42, 45-193, 230, 234-376            |
| Sarah Winsbrugge Hennegouwen    | Pim Lambeau            | 1, 3                   | 3-104, 241-332                        |
| Arie van Swieten                | Ton Feil               | 1-4                    | 1-404                                 |
| Ellie van Engelen-Van Swieten   | Ingeborg Ansing        | 1-4                    | 7-376                                 |
| Rufus Malpied                   | Just Meijer            | 1, 3, 4                | 17-38, 52-75, 235-335, 360-361        |
| Zeno Terpstra                   | Hero Muller            | 1-4                    | 36, 57, 94-129, 239-335, 354, 361-363 |
| Pierre Marant                   | René Retèl             | 1-3                    | 18-320                                |
| Esther Verlinden                | Karen Damen            | 1-2                    | 11-172                                |

## Internacional

### Estrenos Internacionales
La serie fue doblada en sueco y danés como Huset Anubis. En español se dobló como La casa de Anubis y fue emitida sólo la primera temporada en México en el canal Once Niños.
| País      | Cadena      | Estreno                  | Título            | Referencias |
| --------- | ----------- | ------------------------ | ----------------- | ----------- |
| México    | Once Niños  | 23 de noviembre de 2009. | La Casa de Anubis |             |
| Suecia    | Nickelodeon | 7 de marzo de 2011       | Huset Anubis      |             |
| Dinamarca | Nickelodeon | 7 de marzo de 2011       | Huset Anubis      |             |

### Remakes
- La serie tuvo un remake en Alemania, llamado Das Haus Anubis y estrenado en septiembre de 2009 en Nickelodeon Alemania.
- En enero de 2011 estrenó en Nickelodeon un remake hecho en el Reino Unido llamado House of Anubis. Protagonizado por Nathalia Ramos, Brad Kavanagh, y Ana Mulvoy Ten, ésta fue la versión más emitida internacionalmente.

### Doblaje al español
| Personaje                                    | Interpretado por      | Actor de doblaje        |
| -------------------------------------------- | --------------------- | ----------------------- |
| Nicky (Nienke) Martens                       | Loek Beernink         | Leyla Rangel            |
| Amber Rosenbergh                             | Iris Hesseling        | Adriana Núñez           |
| Fabian Ruitenburg                            | Lucien van Geffen     | ¿?                      |
| Mick Zeelenberg                              | Vincent Banic         | Javier Olguín           |
| Patricia Soeters                             | Vreneli van Helbergen | Xóchitl Ugarte          |
| Mara Sabri                                   | Liliana de Vries      | ¿?                      |
| Javi (Appie) Tayibi                          | Achmed Akkabi         | Alan Prieto             |
| Raúl (Jeroen) Cornelissen                    | Sven de Wijn          | Edson Matus             |
| Víctor Emanuel Rodenmaar Junior              | Walter Crommelin      | Miguel Ángel Ghigliazza |
| Trudie Tayibi                                | Magda Cnudde          | Vicky Burgoa            |
| Profa. Evangelina (Profa. Ellie van Engelen) | Ingeborg Ansing       | Sarah Souza             |
| Jason Winker                                 | Curt Fortin           | Carlos Íñigo            |
| Irene Martens                                | Roelie Westerbeek     | Erika Mireles           |
| Sarah Winsbrugge Hennegouwen                 | Pim Lambeau           | Magda Giner             |
| Esther Verlinden                             | Karen Damen           | Patricia Hannidez       |

## Películas
- Het Pad der 7 Zonden, primera película lanzada en cines en diciembre de 2008.
- De Wraak van Arghus fue la segunda película que en diciembre de 2009 llegó a los cines.
- De Terugkeer van Sibuna fue la tercera y última película que marcó el final de la serie, y estrenó en Nickelodeon (Países Bajos) en octubre de 2010.

## Spin-off
La serie tuvo un spin-off llamada Het Huis Anubis en de Vijf van het Magische Zwaard, estrenada en marzo de 2010 por Nickelodeon. Ningún personaje de Het Huis Anubis aparece, exceptuando a Víctor que hace una aparición en el primer episodio. 

## Episodios
| Temporada | Temporada | Episodios | Parte | Episodios           | Emisión original         | Emisión original        | Tema Principal               |
| Temporada | Temporada | Episodios | Parte | Episodios           | Inicio                   | Final                   | Tema Principal               |
| --------- | --------- | --------- | ----- | ------------------- | ------------------------ | ----------------------- | ---------------------------- |
|           | 1         | 114       | 1     | 61                  | 26 de septiembre de 2006 | 15 de diciembre de 2006 | Het Huis Anubis              |
| 2         | 1         | 114       | 53    | 14 de marzo de 2007 | 23 de mayo de 2007       |                         | Het Huis Anubis              |
|           | 2         | 120       | 1     | 60                  | 24 de septiembre de 2007 | 14 de diciembre de 2007 | Het Geheim                   |
| 2         | 2         | 120       | 60    | 10 de marzo de 2008 | 30 de mayo de 2008       |                         | Het Geheim                   |
|           | 3         | 120       | 1     | 70                  | 15 de septiembre de 2008 | 19 de diciembre de 2008 | Kunnen Stenen Iets Vertellen |
| 2         | 3         | 120       | 50    | 2 de marzo de 2009  | 8 de mayo de 2009        |                         | Kunnen Stenen Iets Vertellen |
|           | 4         | 50        | 1     | 50                  | 28 de septiembre de 2009 | 4 de diciembre de 2009  | Kunnen Stenen Iets Vertellen |

## Discografía

### Canciones
| Año  | Título                       | Posición          | Notas         |
| ---- | ---------------------------- | ----------------- | ------------- |
| 2006 | Het Huis Anubis              | 1 (por 8 semanas) | Banda: Nienke |
| 2007 | Hij                          | 3 (por 8 semanas) | -             |
| 2007 | Het geheim                   | -                 | -             |
| 2008 | Het pad der 7 zonden         | -                 | -             |
| 2009 | Ware liefde                  | -                 | -             |
| 2009 | Kunnen stenen iets vertellen | -                 | -             |

### Álbumes
| Año  | Título                                         | Posición           |
| ---- | ---------------------------------------------- | ------------------ |
| 2007 | Het huis Anubis (Muziek uit de televisieserie) | 7 (por 26 semanas) |

## Libros

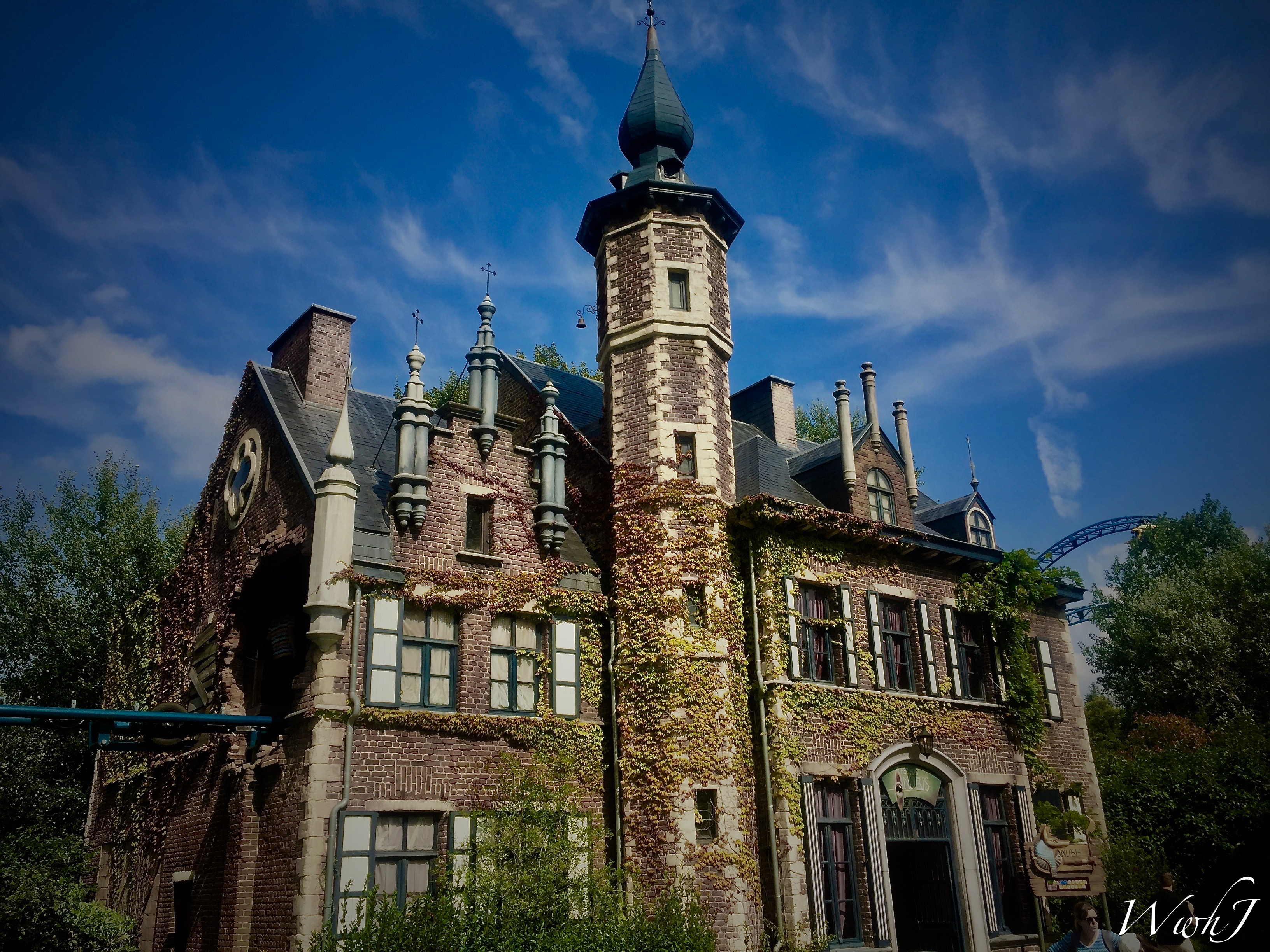
Anubis The Ride, atracción del parque de diversiones, Plopsaland.

| Año  | Título                                |
| ---- | ------------------------------------- |
| 2006 | De geheime club van de oude Wilg      |
| 2007 | Het geheim van de Tombe               |
| 2007 | Het boek vol mysteries                |
| 2007 | De geheimzinnige vloek                |
| 2008 | De Uitverkorene                       |
| 2008 | Fanboek                               |
| 2008 | Het pad der 7 Zonden                  |
| 2008 | Het geheim van Winsbrugge-Hennegouwen |
| 2009 | De traan van Isis                     |
| 2009 | Hersenbreker                          |
| 2009 | De wraak van Arghus                   |
| 2009 | De vloek van Anchesenamon             |
| 2010 | Spelletjesboek                        |

## Anubis The Ride
Anubis The Ride es una montaña rusa inspirada en la Casa de Anubis que se encuentra en el parque de atracciones 'Plopsaland' de Bélgica, y que a su vez es una réplica de la residencia Hof ten Dorpe de Mortsel.

## Premios
En 2007 Het Huis Anubis ganó el premio a Mejor Programa Juvenil en los Gouden Televizier-Ring Gala de los Países Bajos.

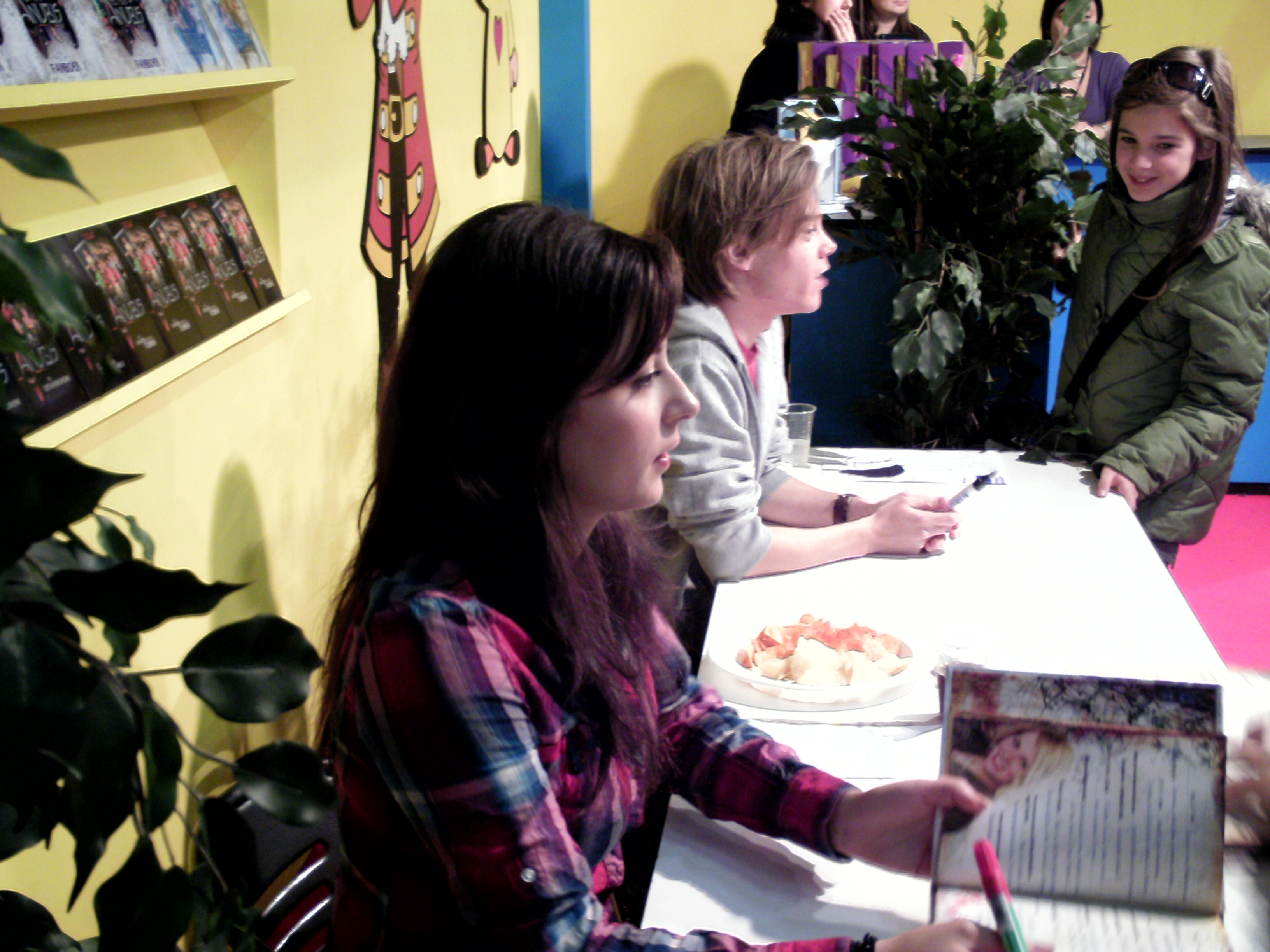
Los actores que interpretan a Noa y Robbie, Gamze Tazim y Sander van Amsterdam respectivamente, en la feria del libro de Amberes.